# Institute of Contemporary Arts
L'Institute of Contemporary Arts (ICA) è un centro artistico e culturale situato nel Mall di Londra, a pochi passi da Trafalgar Square. Oggi l'Istituto è situato all'interno di Nash House, che occupa parte dell'edificio della Carlton House Terrace, vicino alla Colonna del duca di York e all'Admiralty Arch. L'ICA ospita gallerie, un teatro, due cinema, una libreria e un bar. Stefan Kalmár ne divenne il direttore nel 2016.

## Storia
L'ICA fu fondato nel 1947 da Roland Penrose, Peter Watson, Herbert Read, Peter Gregory, Geoffrey Grigson ed E. L. T. Mesens. I fondatori dell'ICA intendevano stabilire uno spazio in cui artisti, scrittori e scienziati potessero promuovere nuovi stimoli artistici e culturali al di fuori dei confini della Royal Academy of Arts, la maggiore istituzione britannica di arte accademica. Il modello di riferimento dell'ICA era il Leeds Arts Club fondato nel 1903 da Alfred Orage e di cui Read era stato un membro di spicco. Come l'ICA, anche questo era un centro di dibattito multidisciplinare, dove venivano tenute mostre d'arte e spettacoli d'avanguardia che enfatizzavano una cornice ideologica di stampo radicale.
Le prime due mostre all'ICA, ovvero 40 Years of Modern Art e 40,000 Years of Modern Art, vennero organizzate da Penrose e riflettevano i suoi interessi nel cubismo e nell'arte africana. Esse vennero tenute nel sotterraneo del Cinema dell'Accademia al numero 165 di Oxford Street, locale che comprendeva un padiglione, un ristorante e una sala da ballo; l'edificio era gestito dal regista George Hoellering, che curava anche i concerti jazz che vi venivano tenuti.
Nel maggio 1950, l'ICA venne trasferita nella più grande sede al numero 17 di Dover Street, Piccadilly, che fu in passato la residenza del vice ammiraglio Horatio Nelson. Nello stesso periodo, la galleria, la sala del club e gli uffici della residenza vennero rinnovati da Jane Drew, Neil Morris ed Eduardo Paolozzi, che decorò l'area del bar e progettò un tavolo di metallo e cemento con l'allievo Terence Conran.
Ewan Phillips, che fu il primo regista operativo della nuova sede dell'ICA, se ne andò nel 1951. Al suo posto subentrò Dorothy Morland che, sebbene fosse stata incaricata di operare nel luogo temporaneamente, manterrà la carica di direttrice per 18 anni fino al trasferimento nella più spaziosa Nash House. Il critico Reyner Banham fu l'assistente alla regia durante i primi anni cinquanta, seguito da Lawrence Alloway, che lavorò per l'ICA durante la seconda metà dello stesso decennio. Nei suoi primi anni, l'Istituto tenne mostre di arte moderna dedicate a maestri come Pablo Picasso, Jackson Pollock e Georges Braque. L'ICA contribuì in maniera determinante a lanciare la Pop art, l'Op art e il Brutalismo architettonico. L'Independent Group si riunì in molte circostanze presso l'ICA fra il 1952 e i primi anni sessanta e organizzò diverse mostre, tra cui la celeberrima This Is Tomorrow.
Nel 1968, con il sostegno dell'Arts council, l'ICA si trasferì nella sua attuale sede di Nash House. Per un certo periodo durante gli anni settanta, l'Istituto divenne noto per il suo programma e la sua amministrazione di stampo anarchici. In quel periodo, Norman Rosenthal, che era il direttore delle mostre, fu assalito da un gruppo di persone che vivevano ai piani superiori dell'edificio: una macchia del suo sangue sul muro degli uffici amministrativi viene oggi conservata sotto vetro affiancata a una nota con su scritto "questo è il sangue di Norman". Rosenthal affermò che fra gli aggressori vi era anche l'attore Keith Allen.
Bill McAllister fu direttore dell'ICA dal 1977 al 1990, quando l'Istituto sviluppò un sistema di tre dipartimenti separati specializzati in arti visive, cinema, teatro, musica e arte performativa. Un quarto dipartimento era invece dedicato ai discorsi e alle conferenze. Iwona Blazwick curò le mostre dell'istituzione dal 1986 al 1993. Tra gli altri membri del team di curatori e programmatori, molti dei quali hanno lavorato per l'associazione culturale Artangel, si segnalano Lisa Appignanesi, James Lingwood, Michael Morris, Lois Keidan, Catherine Ugwu, Tim Highsted e Jens Hoffmann.
Mik Flood, divenuto direttore dell'ICA nel 1990 dopo le dimissioni di McAllister, annunciò che l'Istituto avrebbe dovuto abbandonare la sua sede nel Mall per trasferirsi in un edificio più grande. Tuttavia, tale iniziativa non venne attuata durante il suo mandato. Flood curò inoltre un piano di sponsorizzazione in base al quale la società di apparecchiature elettriche Toshiba pagava l'Istituto per avere il suo marchio aziendale incluso su ogni pezzo di pubblicità dell'ICA (il nome dell'ICA cambiò infatti nome per tre anni in ICA/Toshiba). Flood fu sostituito nel 1997 da Philip Dodd. Nel 2002, il nuovo presidente Ivan Massow, venne dimesso dalla sua poltrona dopo aver stroncato l'arte concettuale contemporanea in una sua dichiarazione.
Nel 2005, dopo la partenza di Dodd, l'ICA nominò il nuovo direttore artistico Ekow Eshun. Sotto la direzione di Eshun, il Live Arts Department fu chiuso nel 2008, la carica per l'ammissione dei non membri abbandonata (con conseguente riduzione dei numeri di iscrizione e un deficit di cassa), il Talks Department perse tutto il suo personale e molti commentatori dichiararono che l'Istituto soffrisse di una mancanza di direzione. Un ampio deficit finanziario portò a licenziamenti e dimissioni di membri chiave del personale. Il critico d'arte J.J. Charlesworth asserì che la direzione di Eshun fosse all'origine dei mali dell'ACI, criticò la dipendenza di Eshun dalla sponsorizzazione privata, la sua coltura del marchio "cool" dell'ICA e la sua attenzione a un approccio interdisciplinare che viene attuato "a prezzo". Charlesworth parlò anche "di una perdita di competenza curatoriale". I problemi tra il personale ed Eshun, a volte supportato dal Presidente del Consiglio di Amministrazione dell'ACA, Alan Yentob, portarono a rapporti di lavoro labili e instabili. Eshun si dimise nell'agosto del 2010 e Yentob annunciò la sua dipartita dall'ICA nello stesso periodo.
Nel gennaio 2011, l'ICA nominò il nuovo direttore esecutivo Gregor Muir, che assunse la carica il 7 febbraio 2011. Muir lasciò il suo posto nel 2016 e fu sostituito dall'ex direttore della galleria Artists Space Stefan Kalmár.